# Калико-Рок (Арканзас)
Калико-Рок (англ. Calico Rock, Arkansas) — город, расположенный в округе Изард (штат Арканзас, США) с населением в 991 человек по статистическим данным переписи 2000 года.

## География
По данным Бюро переписи населения США город Калико-Рок имеет общую площадь в 9,32 квадратных километров, из которых 9,32 кв. километров занимает земля и 0,26 кв. километров — вода. Площадь водных ресурсов округа составляет 2,79 % от всей его площади.
Калико-Рок расположен на высоте 125 метров над уровнем моря.

## Демография
По данным переписи населения 2000 года в Калико-Роке проживал 991 человек, 264 семьи, насчитывалось 428 домашних хозяйств и 526 жилых домов. Средняя плотность населения составляла около 106,9 человек на один квадратный километр. Расовый состав Калико-Рока по данным переписи распределился следующим образом: 97,07 % белых, 0,20 % — чёрных или афроамериканцев, 0,71 % — коренных американцев, 0,20 % — азиатов, 0,10 % — выходцев с тихоокеанских островов, 1,31 % — представителей смешанных рас, 0,40 % — других народностей. Испаноговорящие составили 2,22 % от всех жителей города.
Из 428 домашних хозяйств в 27,8 % — воспитывали детей в возрасте до 18 лет, 45,8 % представляли собой совместно проживающие супружеские пары, в 12,6 % семей женщины проживали без мужей, 38,3 % не имели семей. 35,5 % от общего числа семей на момент переписи жили самостоятельно, при этом 17,1 % составили одинокие пожилые люди в возрасте 65 лет и старше. Средний размер домашнего хозяйства составил 2,20 человек, а средний размер семьи — 2,85 человек.
Население города по возрастному диапазону по данным переписи 2000 года распределилось следующим образом: 23,9 % — жители младше 18 лет, 6,8 % — между 18 и 24 годами, 24,6 % — от 25 до 44 лет, 21,9 % — от 45 до 64 лет и 22,8 % — в возрасте 65 лет и старше. Средний возраст жителей составил 40 лет. На каждые 100 женщин в Калико-Роке приходилось 90,6 мужчин, при этом на каждые сто женщин 18 лет и старше приходилось 76,2 мужчин также старше 18 лет.
Средний доход на одно домашнее хозяйство в городе составил 23 200 долларов США, а средний доход на одну семью — 31 328 долларов. При этом мужчины имели средний доход в 20 833 доллара США в год против 18 125 долларов среднегодового дохода у женщин. Доход на душу населения в городе составил 14 305 долларов в год. 20,2 % от всего числа семей в округе и 26,2 % от всей численности населения находилось на момент переписи населения за чертой бедности, при этом 41,9 % из них были моложе 18 лет и 15,1 % — в возрасте 65 лет и старше.